# 缢苞麻花头
缢苞麻花头（学名：Serratula strangulata）为菊科麻花头属的植物，是中国的特有植物。分布于中国大陆的四川、河北、甘肃、山西、陕西、青海等地，生长于海拔1,300米至3,500米的地区，一般生于草地、山坡、河滩地、路旁以及田间，目前尚未由人工引种栽培。

## 别名
蕴苞麻花头（中国高等植物图鉴）

## 异名
- Klasea centauroides var. albiflora Y. B. Chang
- Serratula strangulata Iljin var. albiflora (Y. B. Chang) ?